# Tomás Fernández (calciatore 1998)
Aldo Tomás Luján Fernández (Junín, 8 agosto 1998) è un calciatore argentino, attaccante del San Martín (SJ) in prestito dal Boca Juniors.

## Caratteristiche tecniche
È un'ala destra.

## Carriera
È cresciuto nel settore giovanile del Boca Juniors.
Ha esordito fra i professionisti il 1º settembre 2018 disputando con l'Agropecuario l'incontro di Primera B Nacional vinto 1-0 contro l'Instituto (C).